# Lucien Lester Ainsworth

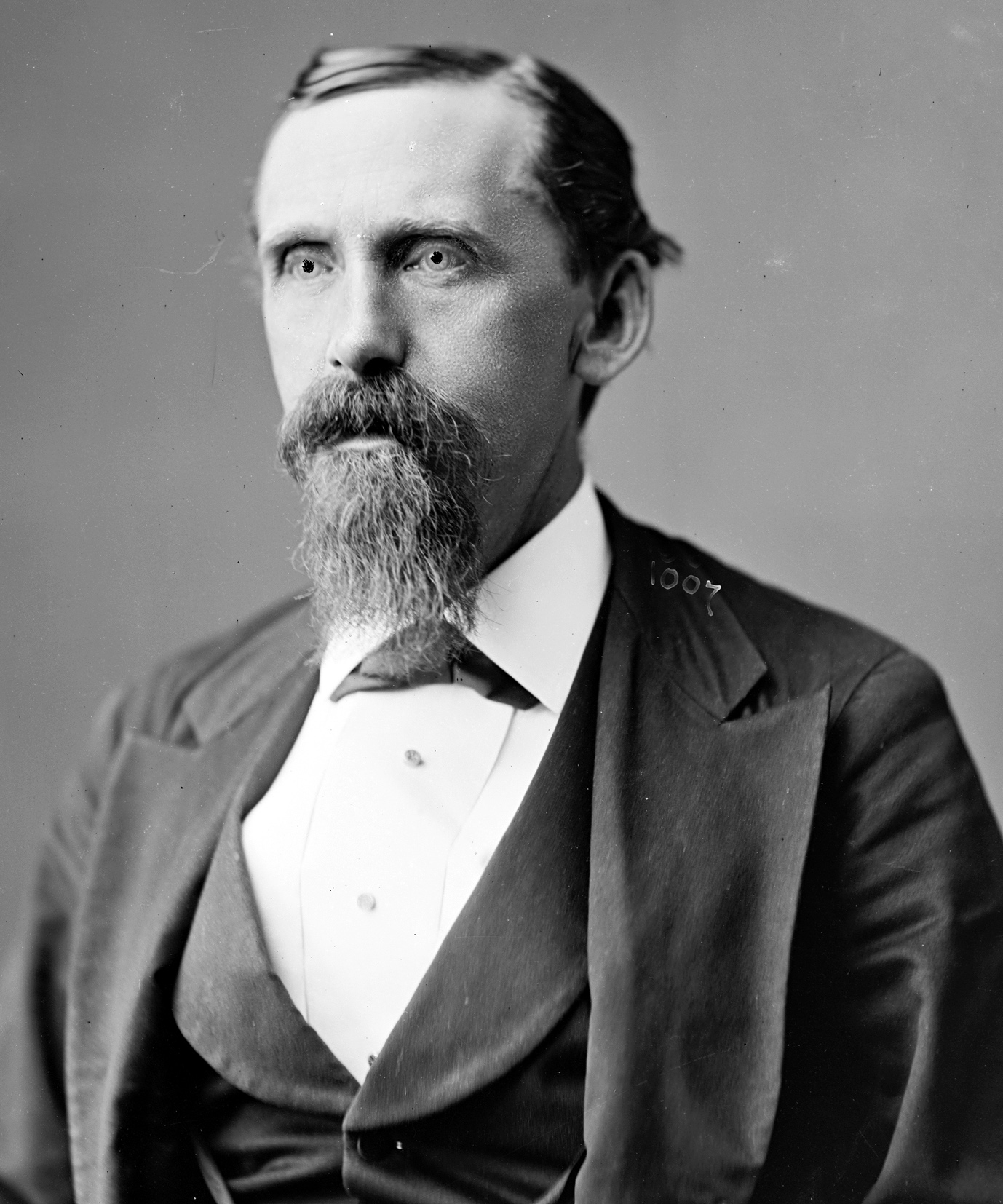
Lucien Lester Ainsworth

Lucien Lester Ainsworth (* 21. Juni 1831 in New Woodstock, Madison County, New York; † 19. April 1902 in West Union, Iowa) war ein US-amerikanischer Politiker. Zwischen 1875 und 1877 vertrat er den Bundesstaat Iowa im US-Repräsentantenhaus.

## Werdegang
Lucien Ainsworth besuchte die öffentlichen Schulen seiner Heimat und das Oneida Conference Seminary in Cazenovia (New York). Nach einem anschließenden Jurastudium und seiner im Jahr 1854 erfolgten Zulassung als Rechtsanwalt begann er in Belvidere (Illinois) in seinem neuen Beruf zu arbeiten. Im Jahr 1855 zog er nach West Union in Iowa, wo er ebenfalls als Anwalt praktizierte. Politisch wurde er Mitglied der Demokratischen Partei. Zwischen 1860 und 1862 saß Ainsworth im Senat von Iowa.
Während des Bürgerkrieges war er Soldat in der Armee der Union, wurde aber vor allem im Westen gegen die Indianer eingesetzt. Anschließend kehrte er nach West Union zurück und setzte seine Anwaltstätigkeit fort. Zwischen 1871 und 1873 war er Abgeordneter im Repräsentantenhaus von Iowa. 1874 wurde er im dritten Wahlbezirk des Staates in das US-Repräsentantenhaus in Washington, D.C. gewählt, wo er am 4. März 1875 die Nachfolge des Republikaner William G. Donnan antrat. Da er im Jahr 1876 eine erneute Kandidatur ablehnte, konnte Ainsworth bis zum 3. März 1877 nur eine Legislaturperiode im Kongress absolvieren.
Nach dem Ende seiner Zeit im US-Repräsentantenhaus zog sich Lucien Ainsworth aus der Politik zurück. Er arbeitete wieder als Anwalt und verstarb am 19. April 1902 in West Union, wo er auch beigesetzt wurde.